# Mario Cevenini
Ciro Mario Cevenini (II) o Cevenini II (Chiavari, 27 luglio 1891 – 4 novembre 1987) è stato un calciatore italiano, di ruolo difensore.

## Biografia
Ciro Mario Cevenini nasce a Chiavari il 27 luglio 1891, secondo della dinastia dei Cevenini. La dinastia dei 5 fratelli calciatori si compone, oltre a lui, anche di Aldo, Luigi, Cesare e Carlo.

## Carriera
Difensore centrale, giocò nel Brescia, con cui disputò 10 gare prima dell'inizio della prima guerra mondiale, nel Milan, dove disputò complessivamente 5 gare nei tornei svolti durante il periodo bellico e nell'Inter, nella quale, oltre a 3 presenze nel 1915, giocò per altre due stagioni e vinse uno scudetto nel 1920. Nel 1921, con la scissione del campionato, passò alla Novese, con cui vinse lo scudetto nel 1922; l'anno successivo passò al Crema.
Terminata la carriera di calciatore, divenne arbitro. Nel 1930 si trasferì a Buenos Aires come dirigente della fabbrica "Pirelli".

## Palmarès
- Campionato italiano: 2

Inter: 1919-1920
Novese: 1921-1922